# كحول (عقار)
الكحول، ويشار إليه أحيانًا بالاسم الكيميائي إيثانول، هو عقار مسبب للاكتئاب وهو العنصر النشط في المشروبات المخمرة مثل البيرة والنبيذ والمشروبات الروحية المقطرة (الكحول القوي). يعد أحد أقدم العقاقير الاستجمامية وأكثرها شيوعًا، ويسبب التأثيرات المميزة للتسمم بالكحول («الثمالة أو السكر»). من بين التأثيرات الأخرى، يسبب الكحول السعادة والابتهاج وانخفاض مستويات القلق وتحسن مهارات التواصل الاجتماعية والتهدئة والنقيصة المعرفية وضعف الذاكرة والوظائف الحركية والحسية وتثبيط عام للجهاز العصبي المركزي. تصنفه منظمة الصحة العالمية على أنه مادة سامة وذات تأثير نفسي ومسببة للإدمان ومسببة للسرطان.
يعد الإيثانول أحد عدة أنواع من الكحول. تعتبر الكحولات الأخرى مثل الميثانول والإيزوبروبانول أكثر سمية بشكل ملحوظ. لا يُرجح أن يسبب التعرض الخفيف لفترة وجيزة للإيزوبروبانول (الذي يعتبر أكثر سمية من الإيثانول بدرجة خفيفة) أي ضرر خطير، لكن الميثانول قاتل حتى بكميات صغيرة، تصل إلى 10-15 ملليلتر (2-3 ملاعق صغيرة). مع ذلك، تكون العديد من المشابهات الموجودة بشكل طبيعي ككحولات نفسية المفعول في المشروبات الكحولية أقل سمية من الإيثانول. على عكس الكحولات الأولية مثل الإيثانول، لا يمكن أكسدة الكحولات الثلاثية إلى مستقلباتها الألدهيدبة أو الكربوكسيلية الحمضية، والتي غالبًا ما تكون سامة. مثلًا، يعد الكحول الثلاثي إم 2 بي 2 (2-ميثيل بوتان-2-ول) أقوى بـ20 مرة من الإيثانول، وقد استُخدم لأغراض استجمامية.
للكحول مجموعة متنوعة من الآثار الضائرة قصيرة وطويلة الأمد. تشمل الآثار الضائرة قصيرة الأمد ضعفًا عامًا في الوظيفة الإدراكية العصبية والدوخة والغثيان والإقياء والأعراض الشبيهة بالخمار. يسبب الكحول الإدمان للإنسان، وقد يؤدي إلى اضطراب استخدام الكحول والاعتماد عليه وظهور أعراض انسحابية عند إيقافه. قد يكون له مجموعة متنوعة من الآثار الضائرة طويلة الأمد على الصحة، مثل تلف الكبد والدماغ، وقد يسبب استهلاكه السرطان. تكون الآثار الضائرة للكحول على الصحة أكثر سوءًا عند استخدامه بكميات زائدة أو بتكرار كبير. مع ذلك، قد يحدث بعضها حتى مع استهلاك الكحول الخفيف أو المعتدل، مثل زيادة خطر الإصابة ببعض أنواع السرطان. عند شرب كميات كبيرة، قد يسبب الكحول فقدان الوعي أو الوفاة في الحالات الشديدة.
يعمل الكحول في الدماغ بشكل أساسي عن طريق زيادة تأثيرات حمض الغاما-أمينوبيوتيريك (غابا)، وهو الناقل العصبي المثبط الرئيسي في الدماغ؛ فمن خلال تسهيل عمل الغابا، يثبط الكحول نشاط الجهاز العصبي المركزي. تؤثر المادة أيضًا بشكل مباشر على أنظمة الناقلات العصبية الأخرى بما في ذلك أنظمة الغلوتامات والجلايسين والأسيتيل كولين والسيروتونين. تحدث التأثيرات الممتعة لتناول الكحول نتيجة زيادة مستويات الدوبامين والمواد الأفيونية الداخلية في مسارات المكافأة في الدماغ. للكحول أيضًا تأثيرات سامة وغير سارة في الجسم، وينتج العديد منها عن تأثيرات المنتج الثانوي، الأسيتالدهيد (إيثانال).

## توصيات استهلاك الكحول
يتراوح الحد الأقصى الموصى به لشرب الكحول (أو الحدود الآمنة) من عدم شربه إطلاقًا إلى إرشادات الاستهلاك اليومي أو الأسبوعي أو اليومي/الأسبوعي بحسب الوكالات الصحية التابعة للحكومات. نشرت منظمة الصحة العالمية بيانًا في مجلة ذا لانسيت للصحة العامة في أبريل عام 2023 جاء فيه أنه «لا توجد كمية آمنة لا تؤثر على الصحة».

### التأثيرات الاجتماعية
يسبب الكحول مجموعة واسعة من الآثار الضائرة في المجتمع. ترتبط العديد من زيارات غرف الطوارئ بحالات تعاطي الكحول. يُظهر نحو 15% من الموظفين سلوكيات إشكالية مرتبطة بالكحول في مكان العمل، مثل الشرب قبل الذهاب إلى العمل أو حتى الشرب في أثناء العمل. يشير الاتصال في حالة سكر إلى إجراء شخص ثمل مكالمات هاتفية لم يكن ليجريها غالبًا لو كان واعيًا. ترتبط معدلات توافر الكحول واستهلاكه بزيادة حالات المضايقات والتسكع غير الهادف والتسول والسلوك غير المنضبط في الأماكن العامة.
يرتبط تعاطي الكحول بشكل نمطي بالجرائم، سواء العنيفة أو غير العنيفة. ترتبط بعض الجرائم بشكل فريد بالكحول، مثل الثمالة في العلن أو شرب الكحول دون السن القانونية، بينما يُرجح أن تحدث جرائم أخرى بالترافق مع استهلاك الكحول. يُرجح أن يكون مرتكبو الجرائم في حالة ثمالة أكثر من ضحايا هذه الجرائم. صدرت العديد من القوانين الخاصة بالكحول لتجريم الأنشطة المختلفة المرتبطة به. يعتبر شرب الكحول تحت السن القانوني والقيادة تحت تأثير الكحول من أكثر الجرائم المرتبطة بالكحول انتشارًا في الولايات المتحدة وهي مشكلة كبيرة في العديد من البلدان، إن لم يكن معظمها، في جميع أنحاء العالم. ترتبط نحو ثلث الاعتقالات في الولايات المتحدة بإساءة استهلاك الكحول، وتشكل الاعتقالات بسبب الجرائم المتعلقة بالكحول نسبة عالية من جميع الاعتقالات التي تجريها الشرطة في الولايات المتحدة وأماكن أخرى. بشكل عام، تُعتبر البرامج التي تهدف إلى الحد من استهلاك المجتمع للكحول، بما في ذلك التوعية والتثقيف في المدارس، حل فعال على المدى الطويل. تتباين تقديرات فعالية الاستراتيجيات التي تهدف إلى الحد من استهلاك الكحول بين المجرمين البالغين. أثبتت مراقبة جرائم الشوارع المرتبطة بالكحول والتحقق من التزام شركات توزيع الكحول نجاحها في الحد من هول النظرة العامة للمجتمع للأنشطة الإجرامية والخوف منها.
في أوائل العقد الأول من القرن الحادي والعشرين، قدرت التكلفة المالية للجرائم المرتبطة بالكحول في الولايات المتحدة وحدها بأكثر من 205 مليارات دولار، أي ضعف التكلفة الاقتصادية لجميع الجرائم الأخرى المتعلقة بالمخدرات. في فترة مماثلة في المملكة المتحدة، قدرت تكلفة الجريمة وآثارها المعادية للمجتمع بمبلغ 7.3 مليار جنيه إسترليني. أشار تقدير آخر للمملكة المتحدة للتكلفة السنوية للجرائم المرتبطة بالكحول إلى ضعف هذا التقدير، بما يتراوح بين 8 و13 مليار جنيه إسترليني. تمثل أنماط الشرب المحفوفة بالمخاطر مشكلة خاصةً في روسيا والمكسيك وما حولها وبعض أجزاء إفريقيا. يرتبط الكحول بالجرائم العنيفة وغير العنيفة بشكل أكثر شيوعًا مقارنةً بالمخدرات مثل المرجوانا.

## الجرائم المرتبطة بالكحول

### جرائم العنف
لاحظت منظمة الصحة العالمية أنه من بين المشاكل الاجتماعية الناجمة عن تعاطي الكحول على نحو ضار، يُرجح أن تكون «الجريمة والعنف المرتبطان باستهلاك الكحول» هي القضية الأكثر أهمية. في الولايات المتحدة، تشمل 15% من عمليات السطو و63% من حوادث عنف الشريك الحميم و37% من الاعتداءات الجنسية و45-46% من الاعتداءات الجسدية و40-45% من جرائم القتل تعاطي الكحول. وجدت دراسة أجريت عام 1983 في الولايات المتحدة أن 54% من مرتكبي جرائم العنف، الذين تم القبض عليهم في ذلك البلد، كانوا يستهلكون الكحول قبل ارتكاب جرائمهم. في عام 2002، قدر أن مليون جريمة عنف في الولايات المتحدة كانت مرتبطة بتعاطي الكحول. تتعلق أكثر من 43% من المواجهات العنيفة مع الشرطة بالكحول. يرتبط الكحول بأكثر من ثلثي حالات عنف الشريك الحميم. تشير الدراسات أيضًا إلى احتمال وجود روابط بين تعاطي الكحول والإساءة للأطفال. في المملكة المتحدة، في عام 2015/2016، كان 39% من المتورطين في جرائم العنف تحت تأثير الكحول. كانت الدراسات الدولية مماثلة، إذ تشير التقديرات إلى أن 63% من جرائم العنف في جميع أنحاء العالم تشمل تعاطي الكحول.

### حوادث السيارات
وجدت دراسة أجريت عام 2002 أن 41% من الأشخاص الذين أصيبوا بإصابات قاتلة في حوادث المرور كانوا في حوادث مرتبطة بالكحول. يرتبط سوء استخدام الكحول بأكثر من 40% من الوفيات التي تحدث جراء حوادث السيارات كل عام. يزداد خطر وقوع حادث سيارة مميت بشكل كبير مع ارتفاع مستوى الكحول في دم السائق.

### الاعتداء الجنسي
يزيد تعاطي الكحول من خطر تعرض الأفراد أو ارتكابهم للعنف الجنسي وممارسة الجنس الغريزي المحفوف بالمخاطر. تعد المشروبات الكحولية الحاوية على الكافيين مرتبطة بشكل خاص بهذه الحوادث.